# Vern-sur-Seiche

Vern-sur-Seiche este o comună în departamentul Ille-et-Vilaine, Franța. În 1 ianuarie 2022 avea o populație de 8.272 de locuitori.